# شغور تحتانی
شغور تحتانی (به عربی: شغور تحتانی) یک روستا در سوریه است که در ناحیه مرکزی جسر الشغور واقع شده‌است. شغور تحتانی ۱٬۵۹۹ نفر جمعیت دارد.